# A Fővárosi Nagycirkusz 2017-es évadja
A Fővárosi Nagycirkusz 2017-es évadja január 11-én kezdődött és december 31-én fog véget érni. A Nagycirkusz ötödik nemzeti cirkuszévadja során öt különböző előadást tűztek műsorra.

## Az évad műsorai
| Az előadás címe          | Szezon      | Premier előadás   | Utolsó előadás      | Megjegyzések                                         |
| ------------------------ | ----------- | ----------------- | ------------------- | ---------------------------------------------------- |
| Lúdas Matyi a cirkuszban | tél         | 2017. január 11.  | 2017. január 22.    | Artista-színész-zenés-táncos összművészeti produkció |
| Lúdas Matyi a cirkuszban | tavasz      | 2017. március 22. | 2017. március 26.   | Artista-színész-zenés-táncos összművészeti produkció |
| Lúdas Matyi a cirkuszban | ősz         | 2017. október 11. | 2017. október 23.   | Artista-színész-zenés-táncos összművészeti produkció |
| Cirkuszi szomszédolás    | tél         | 2017. január 28.  | 2017. március 19.   | Hagyományos cirkuszi előadás                         |
| Jégbe zárt cirkuszvilág  | tavasz–nyár | 2017. április 8.  | 2017. augusztus 27. | Jégcirkusz                                           |
| Rómeó és Júlia           | ősz         | 2017. október 2.  | 2017. október 6.    | A Baross Imre Artistaképző tanulóinak előadása       |
| Csodagömb                | ősz         | 2017. november 4. | 2017. december 31.  | Hagyományos cirkuszi előadás                         |

## Lúdas Matyi a cirkuszban
Az előző évadban, 2016. október 1-én bemutatott Lúdas Matyi a cirkuszban című előadást pár nap erejéig a 2017-es évad során háromszor is műsorra tűzte a Nagycirkusz: először januárban, majd márciusban, végül pedig októberben.

## Cirkuszi szomszédolás

### Műsorrend
- Helena Polach – futballzsonglőr (Csehország)
- Duo Szeibe – levegőszám (Lengyelország)
- Duo Jednorog – karika-galambszám (Lengyelország)
- Valerijana Anamaria Sliva – hullahopp és kutyaszám (Szerbia)
- Veres Henrik – zsonglőr (Magyarország)
- Adriana Folco-Knie – lovas szám (Ausztria)
- Jelena Znaor – hullahopp szám (Horvátország)
- Troupe Yarov – levegő-perzs szám (Ukrajna)
- Duo Fabulous – ikária szám (Ukrajna)
- Duo Romance – gurtni (Románia)
- Duo Nonstop – görgőszám (Ukrajna)
- Katarina Sebestyénová – vízgömb szám (Szlovákia)
- Rippel Brothers – erőemelő szám (Magyarország)

## Jégbe zárt cirkuszvilág
A Jégbe zárt cirkuszvilág – Antarktisz gyermekei című előadás a Nagycirkusz nyári főműsora, melyet 2017. április 8-án mutatnak be. Ezelőtt 2005-ben a Moszkvai Nagycirkusz Varázslatos jégvilág című műsora vendégszerepelt Budapesten, így 12 év után lesz ismét látható jégrevü a ligeti porondon. A Fővárosi Nagycirkusz most próbálkozott először jégépítéssel, hiszem legutóbb bérelték a technikát. A rendszer üzemeltetéséhez közel 2 km cső került lefektetésre a cirkusz manézsában, melyben mintegy 1500 liter fagyálló folyadék kering. A teljes jégpályához 12500 liter vizet használtak fel.

### Műsorrend
- Yulia Piterova, Anton Kononenko – karikaduett
- Pajor Szilvia, Földváry Balázs – levegőspirál és rönrád
- Kseniia Krut, Mariia Rodina, Stanislav Bazhanov, Danzan Balzhinimaev, Nikita Smirnov, Alexander Polyakov – gördülő rönrádok
- Kirill Abramov, Kirill Begichev, Andrei Felk, Yana Kononenko, Viktoriia Poliakova, Alexandra Iliina – hat zsonglőr-húsz buzogány
- Ekaterina Krupnova, Daria Abramova, Mariia Rodina, Tamara Alekhina – A négy évszak tánca
- Yana Kononenko, Anna Blagova, Anton Kononenko, Stanislav Bazhanov, Vladimir Krupnov, Viacheslav Sitdikov, Alexander Polyakov – Jégtánc az elemekkel
- Daria Abramova, Mariia Rodina, Tamara Alekhina, Ekaterina Krupnova, Yulia Piterova, Alexandra Iliina, Kseniia Krut, Dmitry Polyakov, Ruslan Gindullin, Viacheslav Sitdikov, Vladimir Krupnov, Anton Kononenko, Kirill Begichev, Nikita Smirnov – akrobatikus jégtánc
- Atlantis Acrobatic Group – handstand szám
- Dittmár Laido, Vellai Krisztina – Synergy
- Ekaterina Krupnova, Yana Kononenko, Anna Blagova, Alexandra Iliina, Mariia Rodina – diabolo szám
- Kirill Begichev, Daria Abramova – Quick Change
- Danzan Balzhinimaev – sikló handstand
- Vladimir Krupnov, Kirill Begichev, Anton Kononenko, Kirill Abramov, Alexander Polyakov, Nikita Smirnov, Ekaterina Krupnova, Alexandra Iliina, Yana Kononenko, Daria Abramova, Viktoriia Poliakova, Mariia Rodina – egykerekű kavalkád
- Olga Sevastianova – jégvarázslat (levegőszám)
- Viktoriia Poliakova – hulahoppláz
- Nikita Smirnov, Viacheslav Sitdikov, Alexander Polyakov, Dmitry Polyakov, Ruslan Gindullin, Kirill Begichev, Danzan Balzhinimaev, Vladimir Krupnov, Stanislav Bazhanov, Nelli Sakharova, Kseniia Krut, Ekaterina Krupnova, Mariia Rodina, Yana Kononenko, Tamara Alekhina, Alexandra Iliina, Anna Blagova – pattogó korcsolyák
- Dmitry Polyakov, Andrei Felk – bohócok a jégen

## Csodagömb
A Csodagömb – Cirkuszi Nagykarácsony című évadzáró, klasszikus cirkuszi előadást november 4-én kerül bemutatásra a ligeti porondon.

### Műsorrend
- Duo Supka – zsonglőrszám (Csehország)
- Kalashnikov Brothers – diabolo (Oroszország)
- Tufyaev csoport – orosz rúdszám / hand voltage (Oroszország)
- Agustín Viglione – buborékszám (Argentína)
- Las Bellas Chicas – kínai rúdszám (Kuba)
- Lazarov csoport – dzsigitszám (Fehéroroszország)
- Gärtner család – elefántszám (Ausztria)
- Hametov család – gurtni (Üzbegisztán)
- Rafał Walusz – bűvész (Lengyelország)
- Halasi Márk – karikaszám (Magyarország)
- Takács Andrea és Takács Noémi – levegőszám (Magyarország)
- Orbán Richárd és Ónodi Zsolt – break dance (Magyarország)